# Nacala
Nacala est une ville portuaire du Mozambique située dans la province de Nampula sur les rives de la baie de Fernão Veloso. Sa population s'élevait à 206 449 habitants en 2007. Elle est desservie par l'aérodrome de Nacala, le port de Nacala et le chemin de fer de Nacala.
Elle est située en face de la localité de Nacala-a-Velha qui fait aussi partie du complexe portuaire du port de Nacala.

## Religion
Nacala est le siège d'un évêché catholique créé le 11 octobre 1991.